# Меде
Меде (итал. Mede) — коммуна в Италии, находится в регионе Ломбардия, подчиняется административному центру Павия.
Население составляет 6993 человека (на 2004), плотность населения составляет 210 чел./км². Занимает площадь 33 км². Почтовый индекс — 27035. Телефонный код — 0384.
Покровителями коммуны почитаются святой Маркиан из Тортоны и святитель Мартин Турский, празднование в четвёртое воскресенье августа.